# Zotzocola
Zotzocola är en ort i Mexiko.   Den ligger i kommunen Zacualpan och delstaten Mexiko, i den södra delen av landet, 100 km sydväst om huvudstaden Mexico City. Zotzocola ligger 2 033 meter över havet och antalet invånare är 273.
Terrängen runt Zotzocola är huvudsakligen kuperad, men åt sydväst är den bergig. Runt Zotzocola är det ganska tätbefolkat, med 54 invånare per kvadratkilometer. Närmaste större samhälle är Ixtapan de la Sal, 17,0 km nordost om Zotzocola. I omgivningarna runt Zotzocola växer huvudsakligen savannskog.